# Politiske partier i Maldiverne
Politiske partier i Maldiverne blev tilladt, da det maldiviske parlament, Majlis, enstemmigt stemte for oprettelsen af et flerpartisystem den 2. juni 2005. Dette skete, efter årtier med autoritært styre. Forud for denne dom, var politiske partier ikke tilladt i henhold til maldiviske retssystem.

## Registrerede partier
- Maldivian Democratic Party (MDP)
- Dhivehi Rayyithunge (DRP)
- Retfærdighedspartiet (Adhaalath) (AP)
- Islamiske Demokratiske Parti (IDP)
- Maldivernes Social Demokratiske Parti (MSDP)
- Maldivernes Nationale Kongres (MNC)
- National Alliance (Gaumii Ithihaad)
- Folkets Alliance (PA)
- Folkets Parti (PP)
- Poverty Alleviating Party (PAP)
- Social Liberale Party (SLP)
- Republikanske Parti (Jumhooree) (JP)

## Eksterne links
- http://www.elections.gov.mv/parties.html Arkiveret 20. februar 2009 hos  Wayback Machine at the Republic of Maldives Elections Commission.